# لويس مورو
لويس مورو (بالفرنسية: Louis Moreau)‏ هو رسام فرنسي، ولد في 15 أبريل 1883 في شاتورو في فرنسا، وتوفي في 9 مارس 1958 في مالاكوف في فرنسا.